# Passauer Eisenbahnfreunde
Die Passauer Eisenbahnfreunde e. V. (kurz PEF) sind ein 1978 in Passau gegründeter eingetragener Verein, der es sich zur Aufgabe gemacht hat, historische Eisenbahnfahrzeuge betriebsfähig zu erhalten und einzusetzen. Der Verein hat 2025 etwa 230 Mitglieder.
Über Jahre betrieb der Verein auf Nebenbahnen im Gebiet um Passau einen regen Sonderzugverkehr. Durch das Jahrhunderthochwasser 2002 wurden die beiden Strecken Ilztalbahn (Passau–Freyung) und die Strecke Passau-Voglau–Hauzenberg stark beschädigt und infolgedessen gesperrt, wodurch der Aktionsbereich des Vereines deutlich eingeschränkt wurde. Seit 16. Juli 2011 ist die Ilztalbahn wieder in Betrieb. Die Strecke Passau–Hauzenberg wird derzeit aufgearbeitet.
Auch wurden einige Strecken wie etwa Hengersberg-Kalteneck und Vilshofen-Aidenbach mittlerweile demontiert, so dass im Umkreis Passaus lediglich noch die Waldbahn mit dem Abzweig nach Hengersberg, die Strecke Vilshofen–Blindham sowie die Strecken von Passau nach Neumarkt-Sankt Veit und die nach Freyung für Sonderfahrten zur Verfügung stehen. Die Sonderfahrten werden meistens mit dem Uerdinger Schienenbus (VT 798) getätigt.

## Bahnbetriebswerk Passau
Das Grundstück des Vereins befindet sich auf dem Gelände des ehemaligen Bahnbetriebswerks Passau in der Haitzingerstraße 12 und hat eine Fläche von etwa fünf Hektar. Der Grund setzt sich aus drei Teilen zusammen:
Das Freigelände besteht in erster Linie aus dem Gleisbereich, der Rangierzwecken dient. Die Steuerung der an diesen Gleisen befindlichen Weichen und Signalen wird genauso wie die Fahrwegsicherung von benachbarten Stellwerk Passau übernommen.

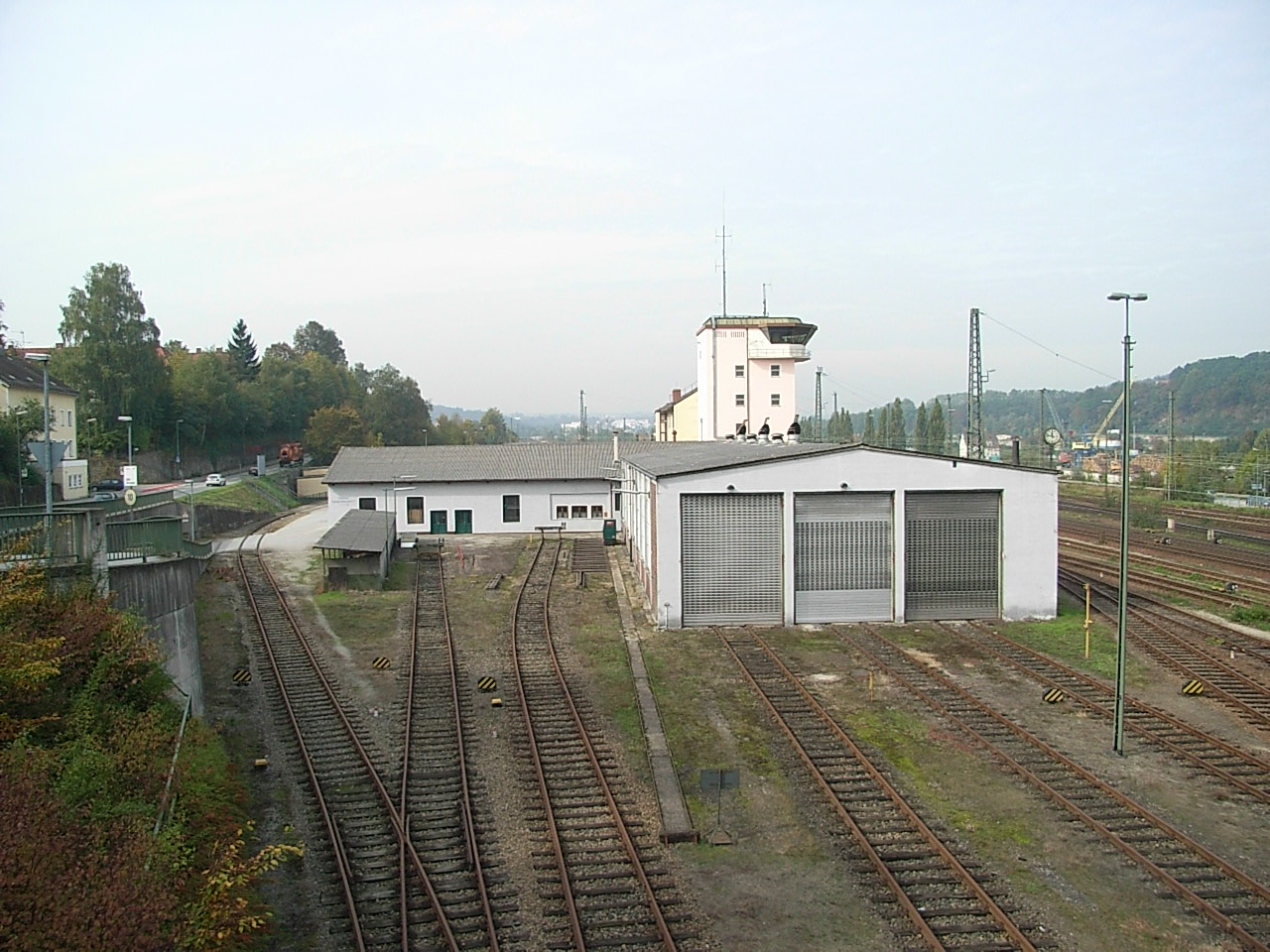
Blick auf Halle I

Halle I (VT-Halle) befindet sich direkt an der Einfahrt zum Gelände, hier werden die Schienenbusgarnitur und diverse andere Fahrzeuge untergestellt. Des Weiteren beherbergt die Halle I die Hauptwerkstatt mit Lager, die Dreherei zur Anfertigung von Ersatzteilen, ein großzügig dimensioniertes Ersatzteillager und ein Büro mit angeschlossenem Vereinsarchiv zur Verwaltung. Auch die Sozialräume wie Küche, Versammlungssaal, Duschen, WCs und eine Übernachtungsmöglichkeit befindet sich in Halle I.
Die Halle wurde ursprünglich von der Deutschen Bundesbahn zur Instandhaltung ihrer Schienenbusgarnituren gebaut und ist daher mit einer Grube, einer Druckluftanlage und entsprechenden Entlüftungsvorrichtungen ausgestattet. Damit dient diese Halle heute immer noch dem Erbauungszweck.
Halle II (Reisezughalle) befindet sich am anderen Ende des Geländes und bildet mit zwei Gleisen mit einer Länge von rund 100 Metern die Möglichkeit, Reisezugwagen abzustellen. Die Halle dient als Unterstand für vereinseigene und auswärtige Fahrzeuge. Ebenfalls an diese Halle angeschlossen ist ein Lager mit Ersatzteilen für die vereinseigenen Fahrzeuge.
Da Diesel- und Elektrolokomotiven nicht wie Dampflokomotiven gewendet werden mussten, wurde die alte Drehscheibe entfernt. Sie wurde durch die „Orange Reisezughalle“ ersetzt, da es in dieser nun möglich war, die Revision der in Passau beheimateten Reisezugwagen durchzuführen. Die Halle ist an das Druckluftsystem aus Halle I angeschlossen. In dieser Halle befindet sich die vereinseigene Hebevorrichtung mit einer Tragkraft von 64 t zum Ausachsen von Fahrzeugen.

## Fahrzeuge
Alle Fahrzeuge werden von den vereinseigenen Technikern in ihrer Freizeit in Stand gehalten und repariert. Die Untersuchungen und Gutachten werden jeweils von einem unabhängigen Sachverständigen durchgeführt, um die Betriebssicherheit zu gewährleisten.

## Triebfahrzeuge

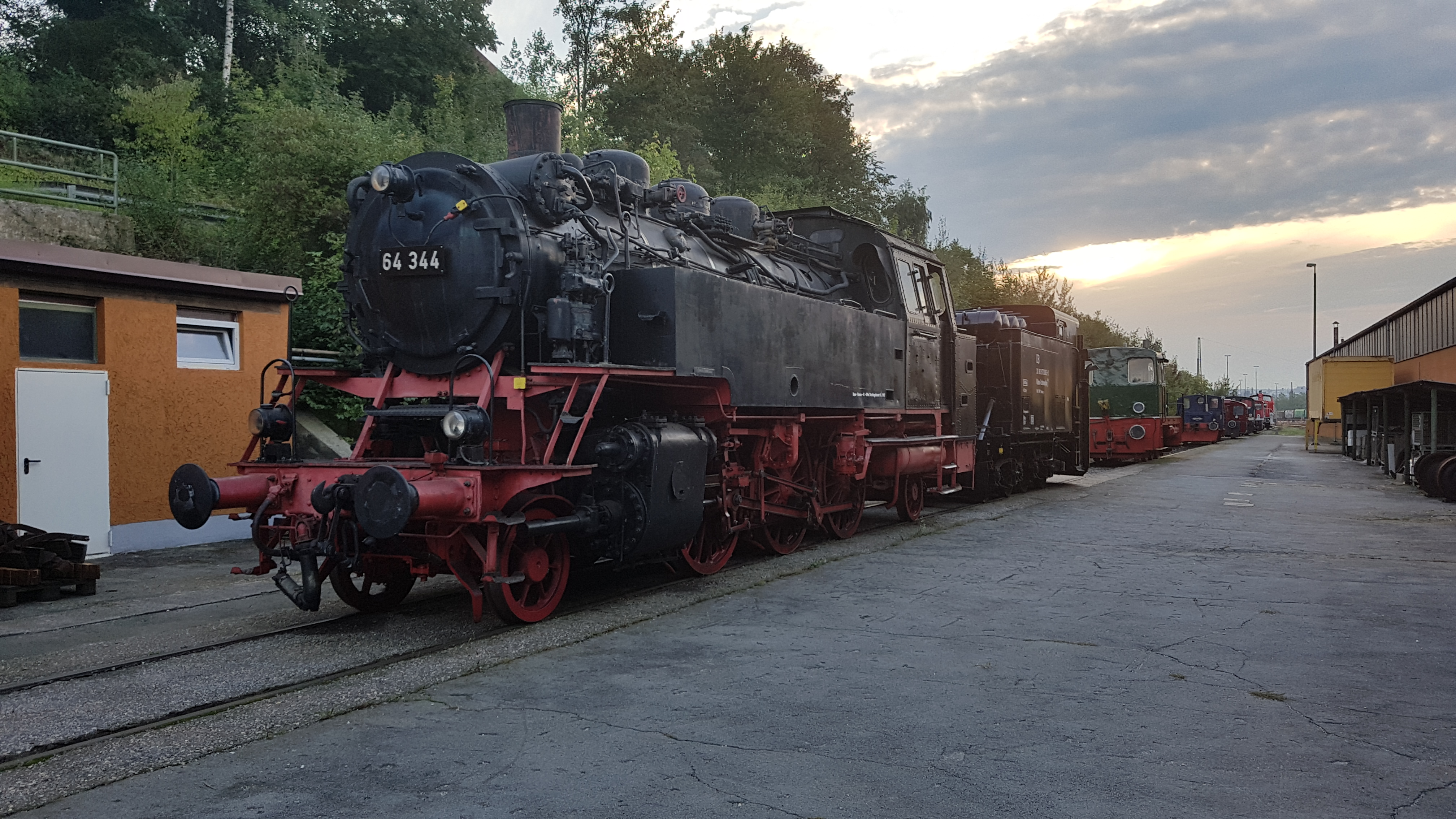
Baureihe 64

### Dampflokomotive 64 344
Seit November 2009 befindet sich die Dampflokomotive 64 344 bei den PEF.
Die Lok hat eine Höchstgeschwindigkeit von 90 km/h und eine Leistung von 950 PS.
Sie war von 1968 bis 1988 in Waldkirchen an der Ilztalbahn als Denkmal aufgestellt. 1988 wurde sie nach Plattling gebracht und vom Historischen Eisenbahnverein Plattling e. V. (HEV) als Denkmallok betreut.
Derzeit ist die Lok als Ausstellungsexponat hergerichtet.

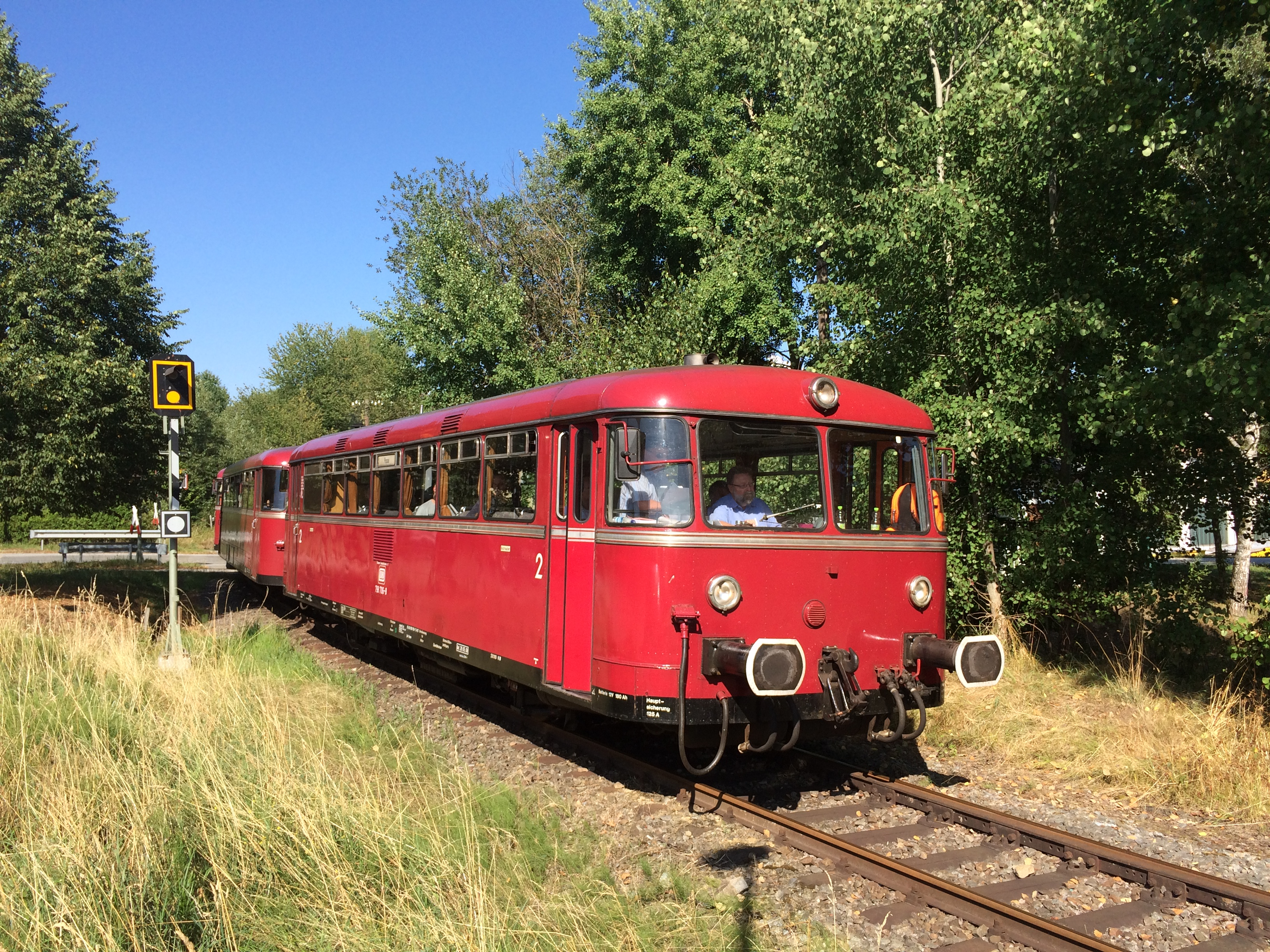
Schienbusse auf der Ilztalbahn in Röhrnbach

### Schienenbusse
Der Verein besitzt zwei Motorwagen der Baureihe 798 sowie einen Motorwagen der ÖBB 5081, einen Mittelwagen VB 98 und einen Steuerwagen VS 98. Es sind alle Fahrzeuge dieser Garnitur betriebsfähig und dürfen somit auf den Netzen der DB, ČD, ÖBB und weiteren Gesellschaften verkehren.

### V 40
Um Rangieraufgaben durchführen zu können, wurde eine Lokomotive der Baureihe Krauss-Maffei ML 400 C erworben. Diese Lokomotive ist mit einer Funkfernsteuerung und einer automatischen Rangierkupplung ausgestattet, um mit weniger Personal rangieren zu können. Die V 40 besitzt eine Höchstgeschwindigkeit von 45 km/h und eine Leistung von 400 PS.

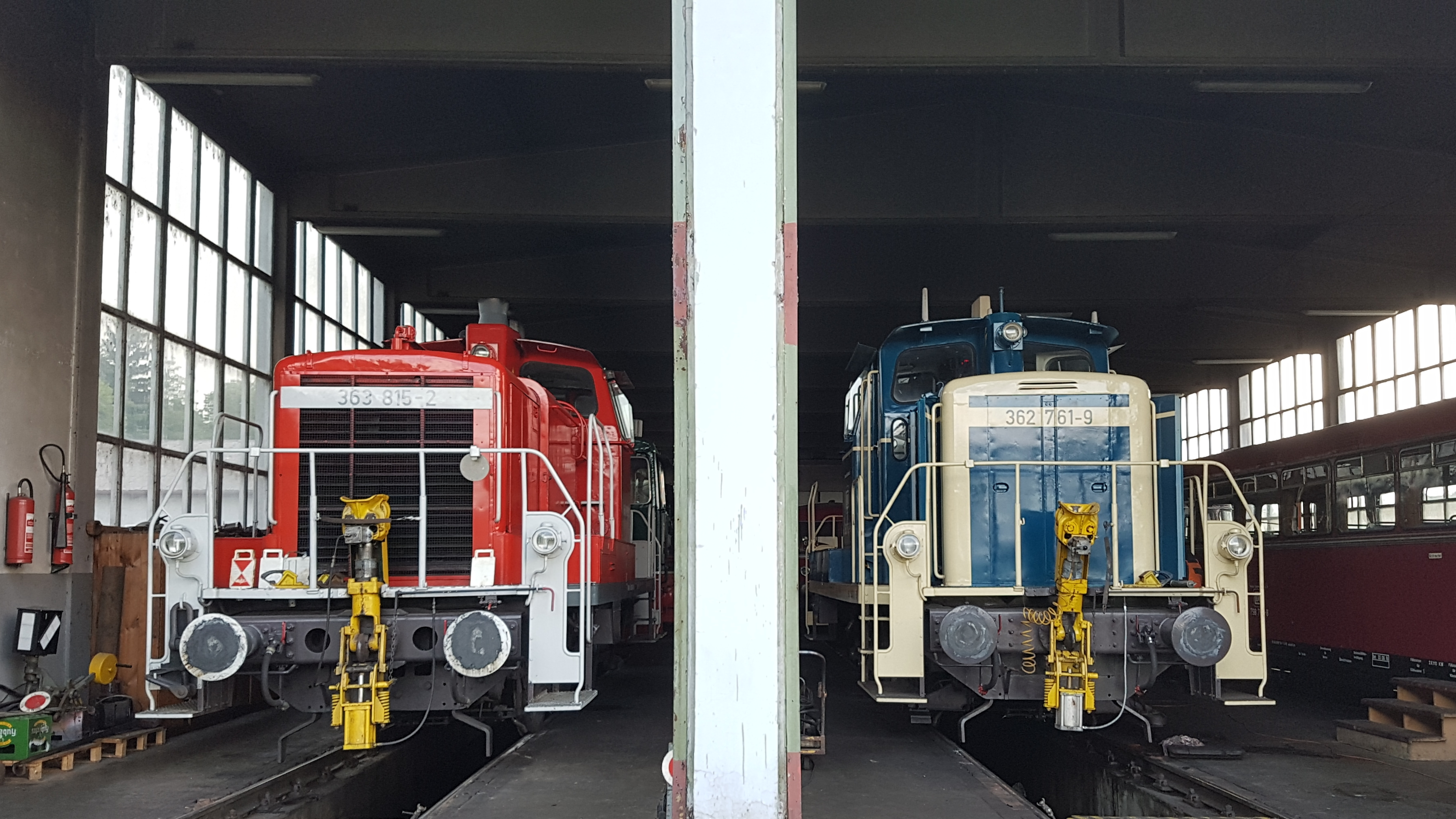
Loks der Baureihe V60

### V60
Um höhere Zuglasten rangieren zu können, entschloss man sich, eine stärkere und größere Lok anzuschaffen. Die 1. V60 wurde im Dezember 2011 von den PEF erworben und dann von Kornwestheim über Regensburg nach Passau überführt. Die V60 hat eine Höchstgeschwindigkeit von 60 km/h und 650 PS. Derzeit besitzen die PEF drei V60, die Lok 363 815-2 und die 363 179-3 in verkehrsroter Lackierung sowie die 362 761-9 in ozeanblau-beiger Lackierung. Alle drei Loks sind betriebsfähig.

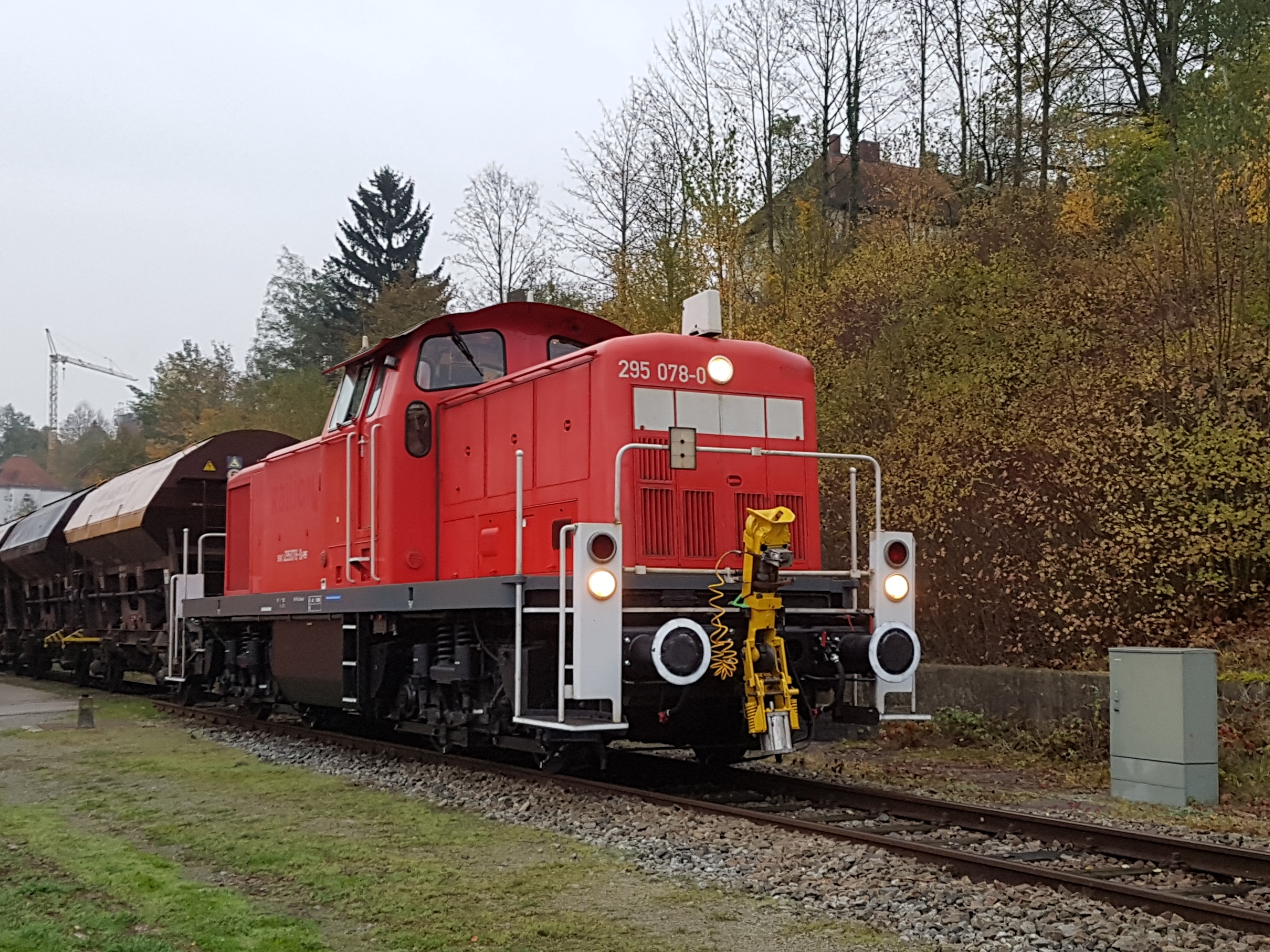
Lok 295 078-0 der Baureihe 295

### V90
Im Januar 2018 wurde die Lok 295 078-0 der Baureihe V90 nach Passau überführt und in die Hände der PEF übergeben. Die Lok war jahrelang im AW Chemnitz abgestellt und wurde noch im selben Jahr reaktiviert. Mit einem MaK 8M 282 AKB mit 1400 PS ist sie zurzeit die stärkste Lok im Bestand und für schwere Rangier- und Streckendienste geeignet, welche durch die V60 möglicherweise nicht bewältigt werden können. Die Lok ist mit einer Rangierkupplung und Funkfernsteuerung ausgestattet. Seit 2020 ist sie in ozeanblau-beige lackiert.

### Köf II
Im Juli 2010 konnten die PEF eine Rangierlok der Baureihe 323 mit der Betriebsnummer 323 552 aus Saal bei Regensburg erwerben.
Die Lok wird seit Sommer 2010 aufgearbeitet und ist schon neu lackiert in der Werkstatt zu bewundern.
Die Lok ist seit 2011 betriebsfähig.

### Köf III

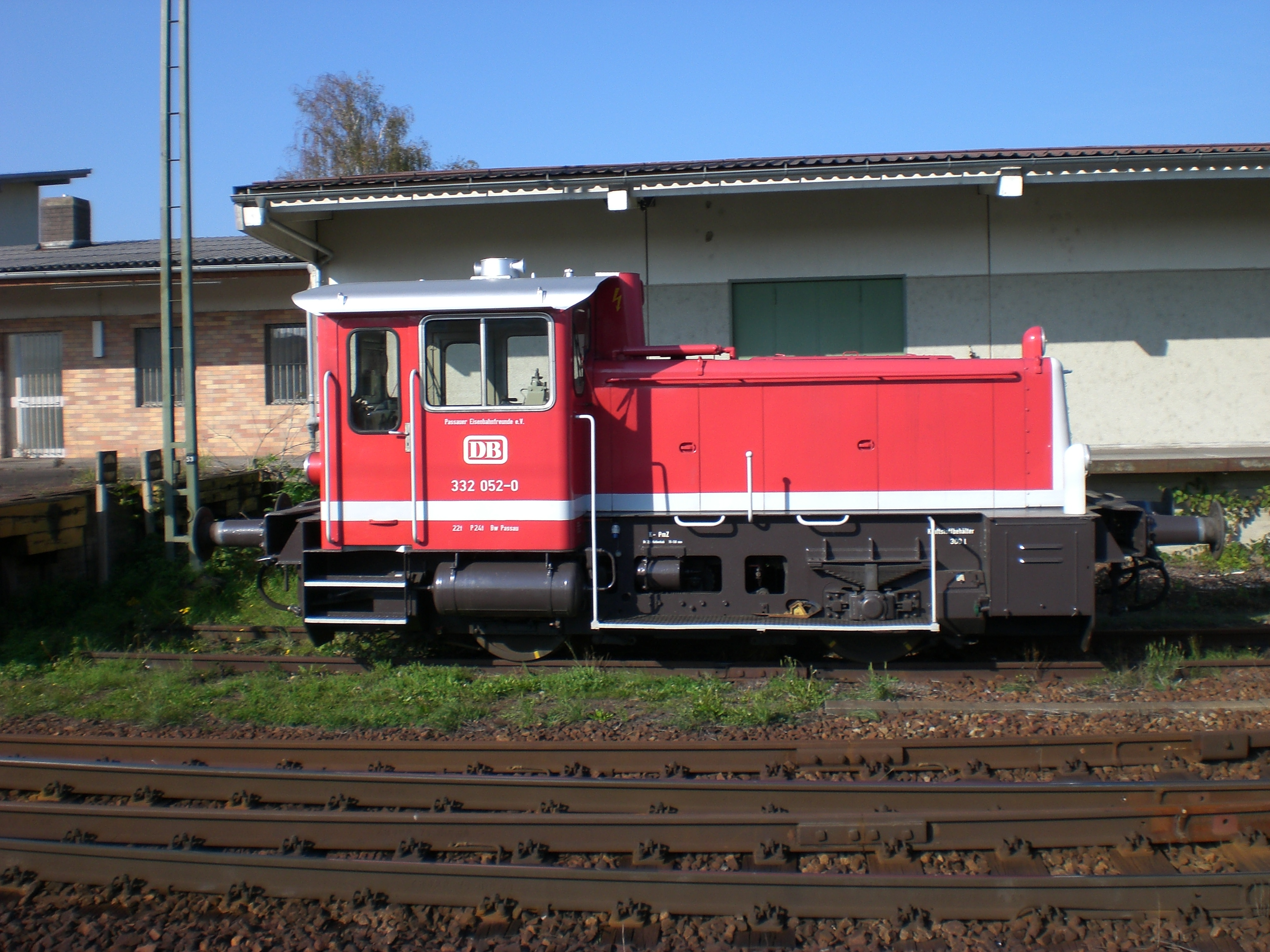
KÖF III der PEF in Vilshofen an der Donau

Im Dezember 2006 wurde zur Entlastung der V 40 eine Köf III (332 052-0) aus dem Bahnbetriebswerk Regensburg angeschafft. Die Lok wurde 1963 beim Bahnbetriebswerk Passau in Dienst gestellt und war bis zu dessen Auflösung im Jahr 2000 dort stationiert. Die Lokomotive wurde von der DB in einem bemitleidenswerten Zustand erworben, die Maschine war nicht verwendbar, da wichtige Hebel und Armaturen aus dem Führerstand entfernt oder zerstört wurden. Jedoch gelang es, das Fahrzeug innerhalb weniger Wochen wieder in einen fahrbaren Zustand zu versetzen. Die Maschine erhielt im Frühjahr 2007 eine Hauptuntersuchung und steht jetzt betriebsfähig zur Verfügung.
Seit 2020 ist mit der 332 068-6 eine weitere Köf 3 in den Bestand der PEF gekommen.

### E 40
Im Jahr 2023 erwarben die PEF zwei Loks der Baureihe 140 vom EBM Cargo, die nach Fristablauf abgestellt wurden. Im September 2024 wurde bei 140 003 die Hauptuntersuchung abgeschlossen und ist seither betriebsbereit. 140 070 steht derzeit auf dem Vereinsgelände abgestellt. 

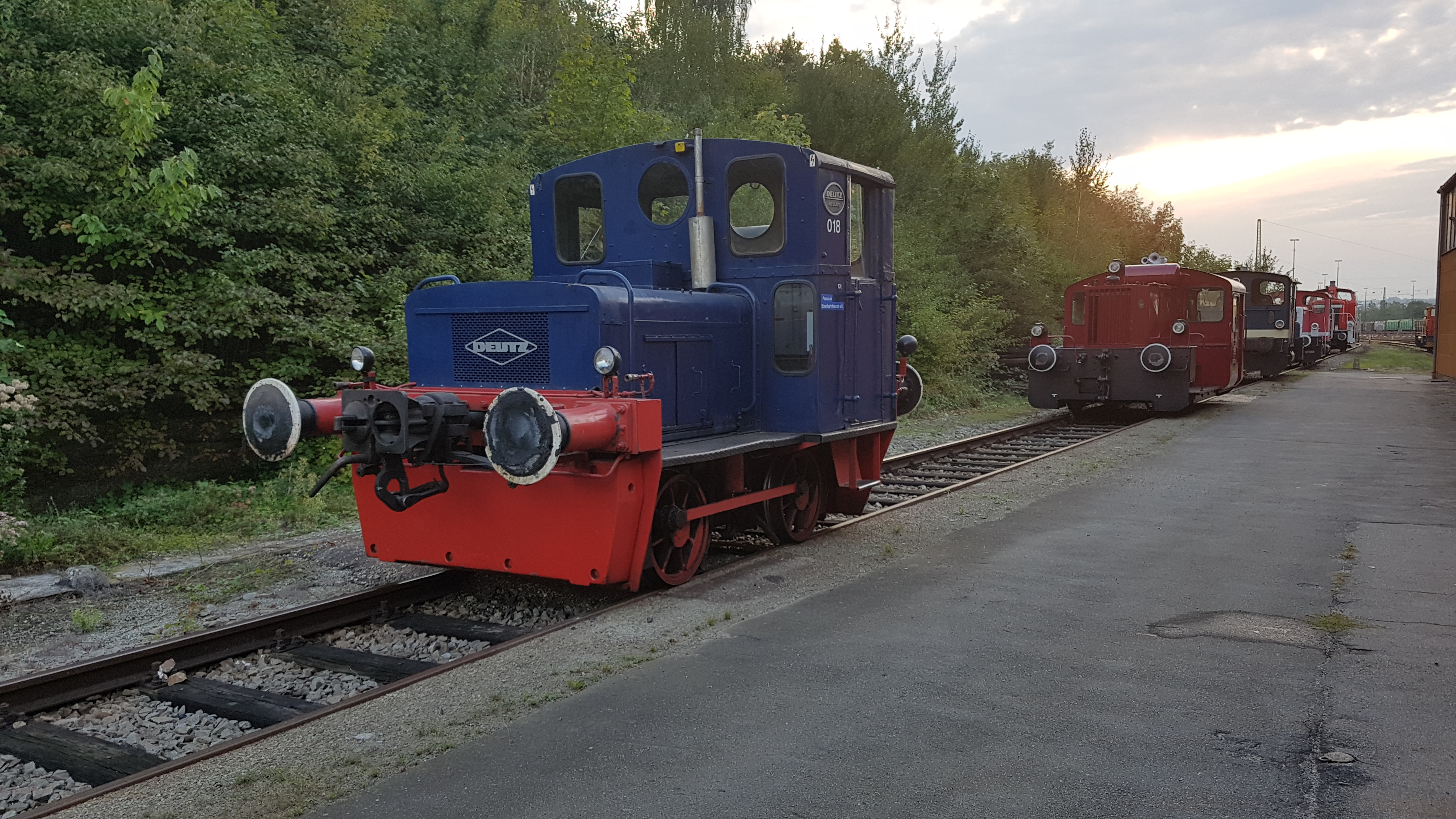
„Auerhahn“ der PEF

### Auerhahn
Die Stangenrangierlok wurde im Jahr 1954 für die Stahlwerke Peine angefertigt. Mit einer Leistung von 28 PS ist sie die schwächste Lok der Eisenbahnfreunde, jedoch mit einem Gewicht von gerade einmal 10 t auch die leichteste. Die Lokomotive wurde in den 1990er-Jahren als Jugendprojekt restauriert. Den Spitznamen Auerhahn erhielt sie durch das Fahrgeräusch, welches nach eine balzenden Auerhahn klingt. Sie verfügt über eine manuelle Gangschaltung und eine Scharfenbergkupplung.

### Skl-Arbeitswagen
Zur Instandhaltung der Nebenbahnen, die der Verein für mehrere Jahrzehnte betrieben hatte, wurde ein Rottenkraftwagen der Bauart Klv 53 beschafft. Der Arbeitswagen ist mit einem Atlas-Kran zum Heben kleinerer Lasten ausgestattet. Passend dazu befindet sich ein Anhänger im Besitz der Eisenbahnfreunde, um Lasten zu transportieren. Dieses Gespann kann eine Höchstgeschwindigkeit von 70 km/h fahren und besitzt eine Streckenzulassung.

Der Skl und dessen Anhänger wurden 2018 an die Granitbahn verkauft und werden dort für Bauarbeiten an der Strecke benutzt.

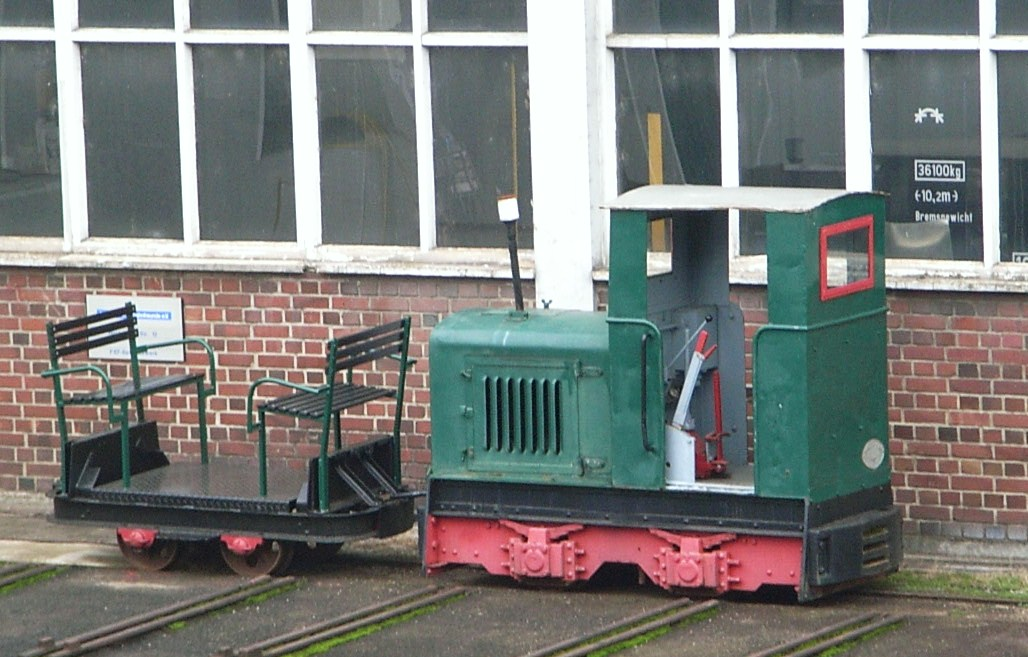
Die Schmalspurlokomotive mit angehängtem Wagen

### Feldbahnlok
Da sich vor der Halle der Eisenbahnfreunde einige Meter Feldbahngleis befinden, wurde auch eine Schmalspurlokomotive angeschafft. Im Jahr 2006 wurde auf dem Fahrgestell einer alten Lore ein Personenwagen aufgebaut, mit dem nun die ca. 90 m lange Strecke befahren wird.

## Wagenmaterial

### Halbspeisewagen
Der Verein besitzt seit 1984 einen Halbspeisewagen der Gattung ARmh 216 aus dem Jahr 1954. Das blau lackierte Fahrzeug besitzt neben der Küche und dem Speiseraum drei 1. Klasse Abteile.

### Zickzackschlafwagen
Der letzte erhaltene Schlafwagen des Typs WLAsüge 20 wird von den Passauer Eisenbahnfreunden erhalten. Diese Schlafwagenbauart war von 1950 bis 1980 im Einsatz, zwanzig Einbettabteile befinden sich beiderseits eines zickzackförmigen Mittelganges. Der Wagen erhielt wieder den ursprünglichen rubinroten Anstrich, befindet sich technisch jedoch im letzten Einsatzzustand mit Übersetzfenstern, Gummiwulstübergängen und Minden-Deutz-Drehgestellen. Der Wagen wird derzeit möglichst originalgetreu restauriert.

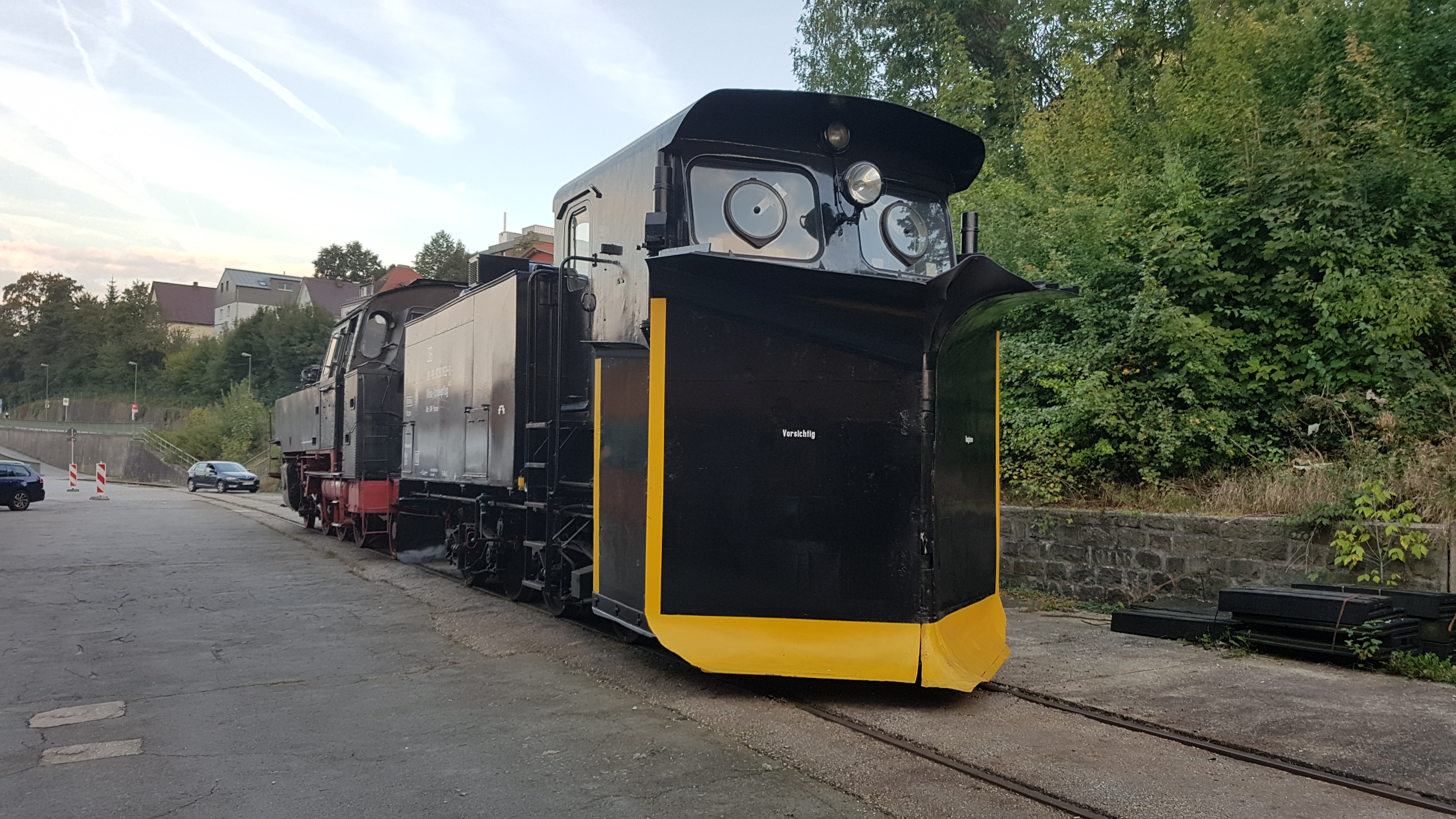
Klima-Schneepflug der PEF

### Klima-Schneepflug
Der Klima-Schneepflug besteht aus einem umgebauten Dampfloktender aus dem Jahre 1964. Er ist seit dem Winter 2005/2006 wieder restauriert und dient dem Räumen des Betriebsgeländes im Winter.

### Niederbordwagen
Der Niederbordwagen stammt ebenfalls von der ÖBB und wurde angeschafft, um Baumaterial auf den Nebenbahnen um Passau zu transportieren. Der Wagen ist seit dem Sommer 2006 neu lackiert und vollkommen restauriert.

## Ehemaliges Wagenmaterial

### Salonwagen
Der Salonwagen stammt ursprünglich von der ÖBB, wo er der Stelle für eignungspsychologische Untersuchungen gehörte. Davor diente er Hermann Göring als mobiles Büro. Heute befindet sich in dem Wagen ein großer Salon von 11 m Länge, der wahlweise mit einer Tafel in Längsrichtung oder mit mehreren Tischen quer bestuhlt werden kann. So bietet der Wagen Platz für 20–30 Personen. Des Weiteren bietet der Wagen drei Kabinen mit Büroeinrichtung (Sofa, Schreibtisch und Schrank) und einer Gemeinschaftsdusche.
Der Wagen wurde 2017 an den Blues-Pianisten Axel Zwingenberger verkauft.

### Wohn- und Werkstattwagen
Der Dreiachser wurde ursprünglich zu Instandhaltungsarbeiten auf den Nebenbahnen um Passau angeschafft und ist daher heute zum Bahndienstwagen umgebaut. Der Wagen ist gut erhalten und besitzt eine Inneneinrichtung mit Küche, Schlafraum und einem Büro- und Werkstattraum.
Der Wagen wurde vor einigen Jahren verkauft.

## Die Modellbahnabteilung
Einige Vereinsmitglieder hatten sich 1983 für den Bau einer Modelleisenbahn in Spur H0 entschieden, welche sich Passau und seinem Umland widmet. Hier wurde in vielen Jahren die Gleisanlagen des Passauer Grenzbahnhofes mit beiden Betriebswerken der ÖBB und DB, sowie einigen Nebenstrecken aus den Jahren 1955, 1994 nachgebaut. Hierfür wurden im Passauer Hauptbahnhof Räumlichkeiten zur Verfügung gestellt. Die Anlage wurde Mitte 2011 teils entsorgt, teils eingelagert, die Räumlichkeiten im Passauer Hauptbahnhof wurden aufgegeben.
Derzeit befindet sich in Halle I eine Rekonstruktion des Bahnhofs Hauzenberg in Spur H0.